# Chequers
Chequers, Chequers Court – rezydencja wiejska w Anglii położona w pobliżu wsi Ellesborough, w hrabstwie Buckinghamshire, na północny zachód od Londynu. Od 1921 roku oficjalna wiejska rezydencja premierów Zjednoczonego Królestwa Wielkiej Brytanii i Irlandii Północnej.